# Lasithi-Hochebene
Die Lasithi-Hochebene (griechisch Οροπέδιο Λασιθίου Oropedio Lasithiou (n. sg.)) ist eine Karstebene (Polje) auf durchschnittlich 830 Metern Höhe auf der griechischen Mittelmeerinsel Kreta. Gleichzeitig bildet sie eine Gemeinde (Δήμος, Dimos) im Regionalbezirk Lasithi, der ehemaligen Präfektur Lasithi. Die pittoresk von Gebirgsketten umringte Hochebene ist im Sommerhalbjahr ein viel besuchtes Ausflugsziel. 

## Geografie
Der Kalksteinhügel Kephala teilt die Ebene in zwei Teile, Kampos im Westen und das trockene und steinige Xero-Kampos im Osten. Der Megalos Potamos fließt durch die Chavgas-Schlucht im Südosten nach Lasithi, um im Westen im Chonos zu verschwinden. Er tritt bei Lyttos wieder zu Tage. In venezianischer und osmanischer Zeit war das Zentrum der Ebene im Frühjahr regelmäßig überschwemmt. Am Rande der Ebene ist ein beträchtlicher Bodenauftrag zu beobachten. So fand der US-amerikanische Altertumsforscher Livingston Vance Watrous in Kaminaki (Agia Paraskevi) Minoische Scherben (LMI) in 1,5 m Tiefe, in Platellais lag Keramik (MMIII-LMI) unter 0,6 m Kolluvium. Die Erosion dürfte vor allem durch die Rodungen in der frühen Neuzeit und die anschließende Überweidung bewirkt worden sein.

### Gemeindegliederung
Die Gemeinde Lasithi-Hochebene wird gebildet aus den folgenden Ortsgemeinschaften und Siedlungen. Die Einwohnerzahlen stammen aus dem Ergebnis der Volkszählung 2011.
- Ortsgemeinschaft Avrakondes – Τοπική Κοινότητα Αβρακόντε – 194
  - Avrakondes – Αβρακόντες – 170
  - Koudoumalia – Κουδουμαλιά – 24
- Ortsgemeinschaft Agios Georgios – Τοπική Κοινότητα Αγίου Γεωργίου Λασιθίου – 490
  - Agios Georgios – Άγιος Γεώργιος – 490
- Ortsgemeinschaft Agios Konstandinos – Τοπική Κοινότητα Αγίου Κωνσταντίνου – 115
  - Agios Konstandinos – Άγιος Κωνσταντίνος – 104
  - Kloster Krystallenias – Μονή Κρυσταλλένιας – 11
- Ortsgemeinschaft Kaminaki – Τοπική Κοινότητα Καμινακίου – 273
  - Kaminaki – Καμινάκι – 273
- Ortsgemeinschaft Kato Metochi – Τοπική Κοινότητα Κάτω Μετοχίου – 103
  - Agios Karalambos – Άγιος Χαράλαμπος – 36
  - Kato Metochi – Κάτω Μετόχιον – 66
  - Kloster Vidianis – Μονή Βιδιανής – 1
- Ortsgemeinschaft Mesa Lasithi – Τοπική Κοινότητα Μέσα Λασιθίου – 123
  - Mesa Lasithaki – Μέσα Λασιθάκιον – 18
  - Mesa Lasithi – Μέσα Λασίθιον – 98
  - Nikiforidon – Νικηφόρηδων – 6
  - Smaliano – Σμαλιανό – 1
- Ortsgemeinschaft Plati – Τοπική Κοινότητα Πλάτης – 131
  - Plati – Πλάτη – 131
- Ortsgemeinschaft Tzermiado – Τοπική Κοινότητα Τζερμιάδου	637
  - Tzermiado – Τζερμιάδο – 637
- Ortsgemeinschaft Lagou – Τοπική Κοινότητα Λαγού – 65
  - Lagou – Λαγού – 46
  - Pinakiano – Πινακιανόν – 19
- Ortsgemeinschaft Marmaketo – Τοπική Κοινότητα Μαρμακέτου – 43
  - Marmaketo – Μαρμακέτον – 25
  - Farsaro – Φαρσάρον,το – 18
- Ortsgemeinschaft Psychro – Τοπική Κοινότητα Ψυχρού – 213
  - Magoulas – Μαγουλάς – 80
  - Psychro – Ψυχρόν – 133

Der Nordwesten der Ebene (Limne) war von der Vorgeschichte bis in venezianische Zeit nur spärlich besiedelt, da sumpfig, besonders im Frühjahr. Der Zugang erfolgt im Norden über den 900 m hohen Ambélos-Pass, im Osten durch die Schlucht des Potamos und den 1000 m hohen Seliá-Pass.
1582 lebten auf der Lasithi-Hochebene 1054 Menschen in 40 kleinen Dörfern. Insgesamt sind die Namen von 49 venezianischen Siedlungen überliefert, nicht alle können lokalisiert werden. Robert Pashley (1805–1859), ein englischer Reiseschriftsteller berichtet 1837 von 17 Dörfern mit 490 Familien und ungefähr 2500 Einwohnern, Spratt nennt 1865 16 Dörfer und ungefähr 3000 Einwohner. 1971 hatte die Ebene 5229 Einwohner. Da die Ebene im Frühjahr von Regen und Schmelzwasser regelmäßig überschwemmt wird, liegen die Dörfer ausschließlich am etwas höheren Rand der Hochebene.

## Ackerbau

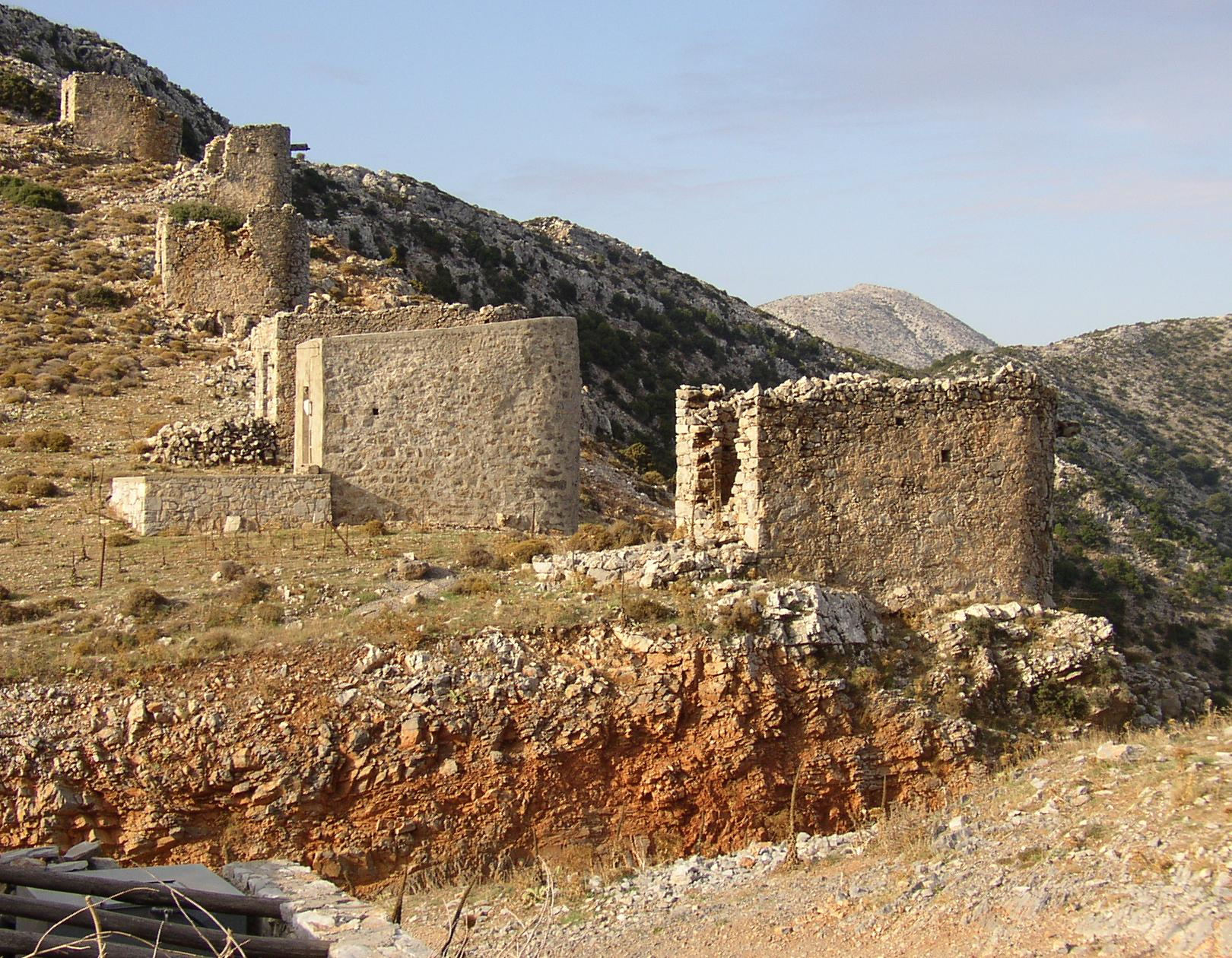
Venezianische Windmühlen am Ambélos-Pass

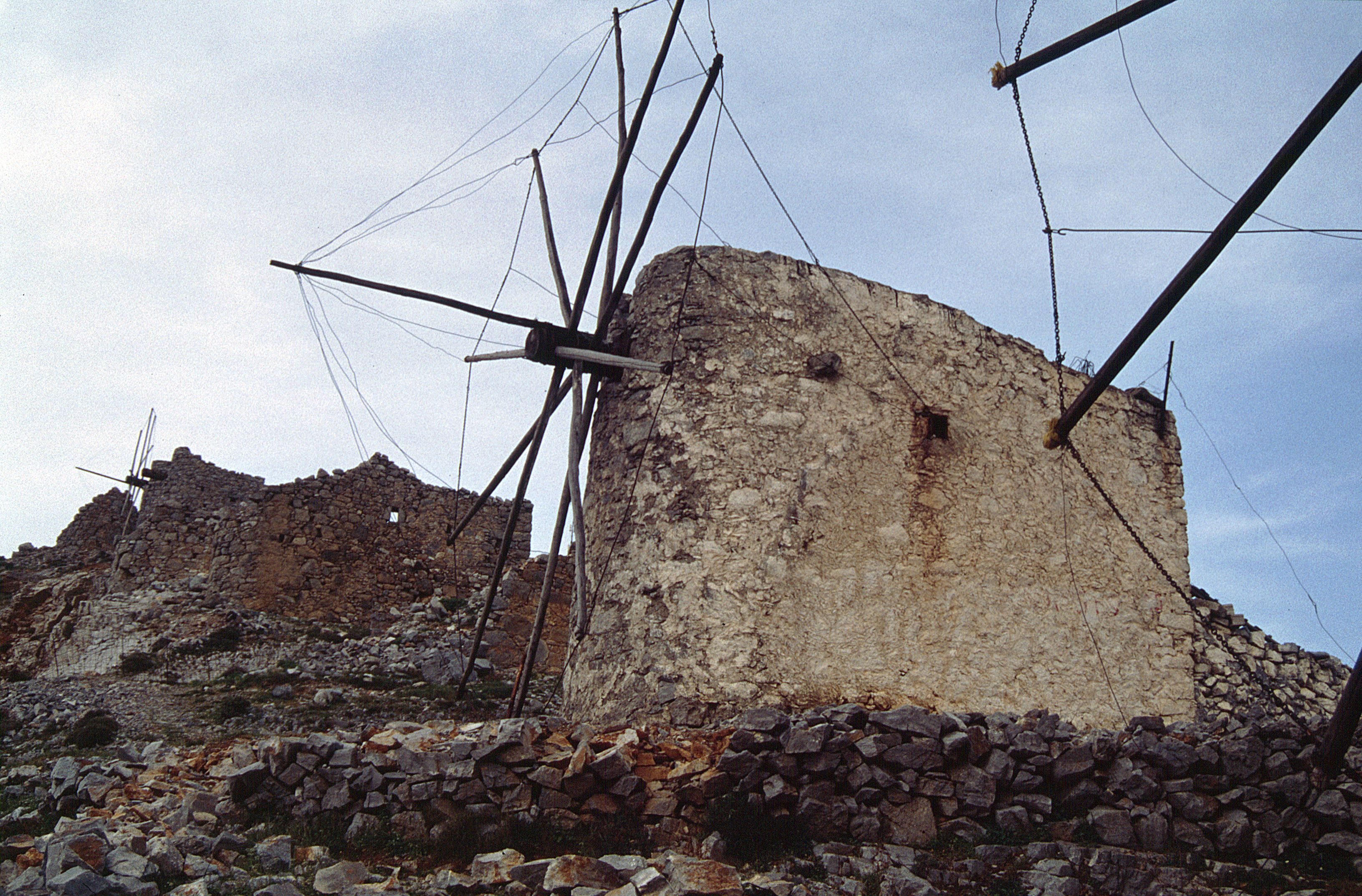
Windmühlen

Der fruchtbare Ackerboden der Hochebene wird im Frühjahr durch die Schneeschmelze der umliegenden Bergspitzen überflutet. Das Wasser sammelt sich in Kalksteinkavernen. Einziger Abfluss ist die Kaverne des Chonos im Westen der Ebene. War sie blockiert, konnte die Ebene im Frühjahr oft wochenlang unter Wasser stehen, was die Getreideernte ruinierte. Da die Ebene so hoch liegt, gedeihen hier weder Ölbäume noch der Johannisbrotbaum. Viele Bewohner besitzen Ölbäume in tieferen Lagen, wohin im Winter auch die Herden gebracht werden, da in den Bergen Schnee fällt. Windmühlen für die Bewässerung wurden in den 1920er Jahren eingeführt, vorher waren handbetriebene Ziehbrunnen (gerani) in Gebrauch. Kartoffeln wurden erst nach der Einführung der Windmühlen angebaut, vorher beschränkte man sich auf trockenheitsresistentere Kultivare wie Getreide (vor allem Weizen) und Hülsenfrüchte. Die Ebene wurde 1964/65 an das Elektrizitätsnetz angebunden, vorher dienten Öllampen zur Beleuchtung.
Die charakteristischen Windräder mit weißen Segeln, die der Ebene im Frühsommer das Aussehen einer großen Wiese mit Margeriten verliehen, wurden wegen des Absinkens des Grundwasserspiegels inzwischen weitgehend durch Wasserpumpen mit Dieselmotoren ersetzt. Viele der weißen Segel wurden für den Tourismus erhalten, treiben aber keine Pumpen mehr an.

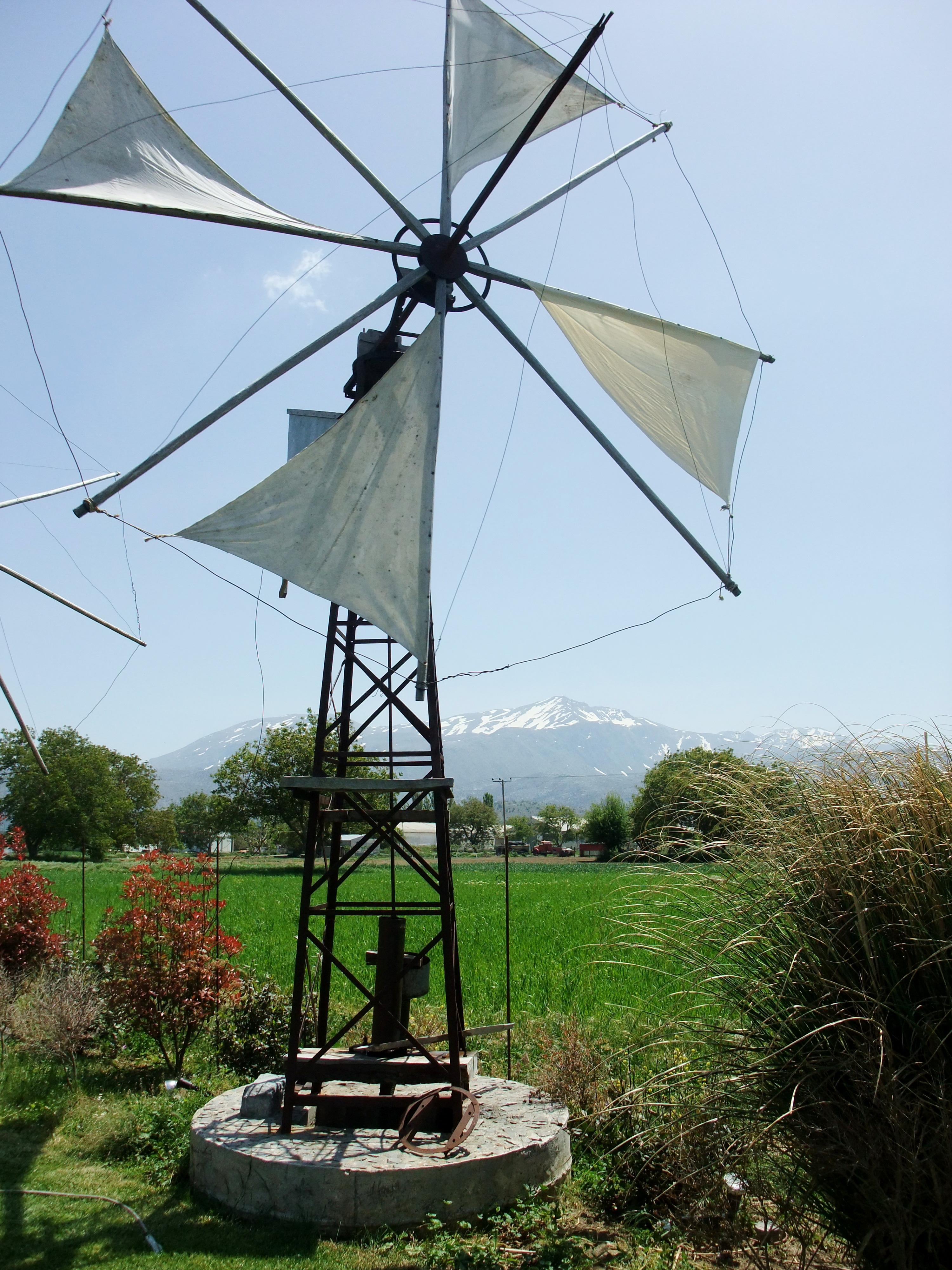
Typische Windmühle mit weißen Segeln in Agios Georgios

## Geschichte
Die Ebene wurde im ausgehenden Neolithikum besiedelt. Es sind 13 Fundstellen mit der typischen schwarzpolierten Ware und Steinbeilen bekannt, die meist relativ hoch an den Talhängen lagen, die damals noch dicht bewaldet waren. Die höheren Berge waren mit Macchia bedeckt und dienten vermutlich als Weide. Aus der Trapeza-Höhle sind aus dieser Zeit Hausziegen belegt. Obsidianklingen belegen Handelsverbindungen zu anderen ägäischen Inseln, Meeresmuscheln Kontakt mit der Küste. Aus Psychro stammen die Knochen von Hausrindern, Schafen und Ziegen, Schweinen und Hunden. Aus Kastellos und einer kleinen Höhle in Skaphidia sind endneolithische Bestattungen bekannt. Das keramische Inventar wird von großen Krügen dominiert, die Watrous mit Milchwirtschaft und Käseherstellung in Verbindung bringen will.
In Karphi befand sich ein Minoisches Gipfelheiligtum. Aus spätminoischer Zeit sind Olivenkerne belegt, die aus tiefer gelegenen Gebieten (unter 600 m) stammen müssen. In hellenistischer Zeit wurde Lasithi von Lyttos aus verwaltet, das gegenüber seinen Nachbarn eine sehr aggressive Politik verfolgte. In römischer Zeit lag die wichtigste Siedlung bei Kardamoutsa.

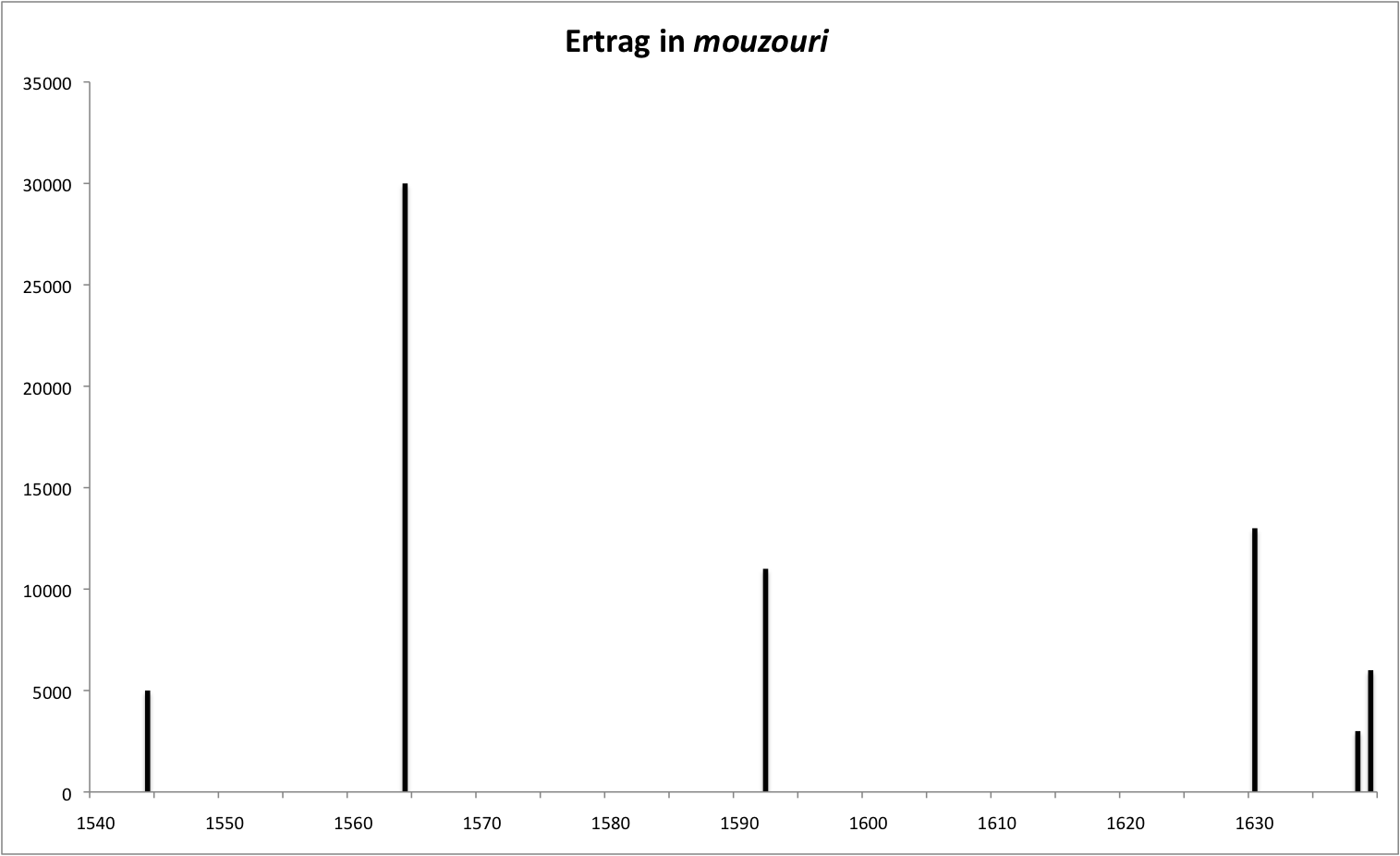
Getreideerträge in der Lasithi-Ebene nach venezianischen Steuerurkunden, nach Watrous

Die Venezianer verboten bereits 1283 die Ansiedlung in der Ebene. Ein weiterer Erlass, der hohe Geldstrafen androhte, stammt von 1341. Im Zuge des Aufstands der venezianischen Siedler (1363–1366) wurde 1364 sogar das Abhacken eines Fußes angedroht. Alle Häuser in der Ebene wurden auf venezianischen Befehl niedergerissen, die Felder verwüstet.
Erst 1463 wurde eine ackerbauliche Nutzung wieder erlaubt, da die venezianischen Herren Korn für die Versorgung ihrer Truppen im Türkenkrieg brauchten. Die Ebene war zu dieser Zeit dicht bewaldet und wurde erst 1514 gerodet. Das Land wurde in 342 Parzellen von 8 ½ Feldern aufgeteilt, die verpachtet wurden. Es scheinen sich aber nicht viele Interessenten gefunden zu haben. 1548 wurden Siedler aus Monemvasia und Nauplia in der Lasithi-Ebene angesiedelt, die das Land in Erbpacht erhielten. Sie waren von den Steuern und der Zwangsarbeit zum Bau der Befestigung von Candia und der Konskription zur venezianischen Flotte befreit, mussten aber die Hälfte ihrer Ernte abliefern. In der Ebene selber durfte nur Weizen angebaut werden, Wein wurde an den Berghängen kultiviert, die noch größtenteils von Eichenwäldern bedeckt waren. Es war den Bewohnern verboten, feste Häuser zu bauen. Die Vorschriften wurden aber nicht eingehalten. 1572 musste der Provveditore General Marin feststellen, dass die Bewohner auch Wein und Fruchtbäume anbauten und ihre Felder verpachteten, ohne dies den Behörden anzuzeigen. Sie fällten Eichen, ohne dafür Abgaben zu errichten; der Waldbestand war nach zeitgenössischen Abbildungen bald sehr reduziert. 1574 wurde festgestellt, dass von den ursprünglich 400 Siedler-Familien über die Hälfte das Tal wegen Missernten verlassen hatte, und der Rest zu arm war, um die vorgeschriebenen Abgaben zu entrichten oder die Ernte vor den venezianischen Beamten versteckten. Der Weizen war von einer Krankheit (sirica), also Rost befallen.

Blick von der Zeus-Höhle über die Lasithi-Hochebene

1595 wurde ein Steuerinspektor bestellt, der in Moros im Tal selber lebte und die Ernte beaufsichtigen sollte, um solche Unterschlagungen zu verhindern.
1630 wurde der Ingenieur Francesco Basilicata nach Lasithi geschickt, um für eine bessere Entwässerung zu sorgen, da im Frühjahr das Wasser oft wochenlang auf den Feldern stand, wenn der Abfluss des Megalos Potamos bei Chonos verstopft war. Er legte ein rechteckiges System von Kanälen am Rande der Felder an, die für eine bessere Entwässerung sorgen sollten. Sie sind noch heute gut sichtbar. Die einzelnen Parzellen (boudée) wurden mit Säulen markiert.

### Archäologische Grabungen
Nach der Entdeckung des Heiligtums in der Psychro-Höhle besuchte 1894 Arthur Evans die Lasithi-Hochebene und entdeckte in Papoura ein Tholos-Grab. Auf dem Karphí grub er mehrere Gräber aus, in der Höhle von Trapeza bei Kastellos ein mittel-minoisches Heiligtum, das unter anderem eine goldene Miniatur-Doppelaxt enthielt. Richard M. Dawkins grub 1914 Kato Kephali bei Plati aus, eine Siedlung aus spätminoischer (LMIII) und archaischer Zeit. 1936–1939 führte John Pendlebury Grabungen bei Tzermiadon durch und untersuchte die Trapeza-Höhle systematisch. In Karphi legte er eine spätminoische (LM IIIC) Siedlung frei, in Agios Georgios Papoura konnte er eine Siedlung aus geometrischer Zeit nachweisen. Er wies auch die neolithische Besiedlung der Ebene nach. Seine Forschungen wurden durch den Ausbruch des Zweiten Weltkrieges beendet. Livingston Vance Watrous führte 1973 mit Hilfe der American School of Classical Studies at Athens einen Survey in der Hochebene durch. Funde aus Lasithi befinden sich in den Museen von Heraklion, Knossos und Agios Nikolaos.

## Sehenswürdigkeiten

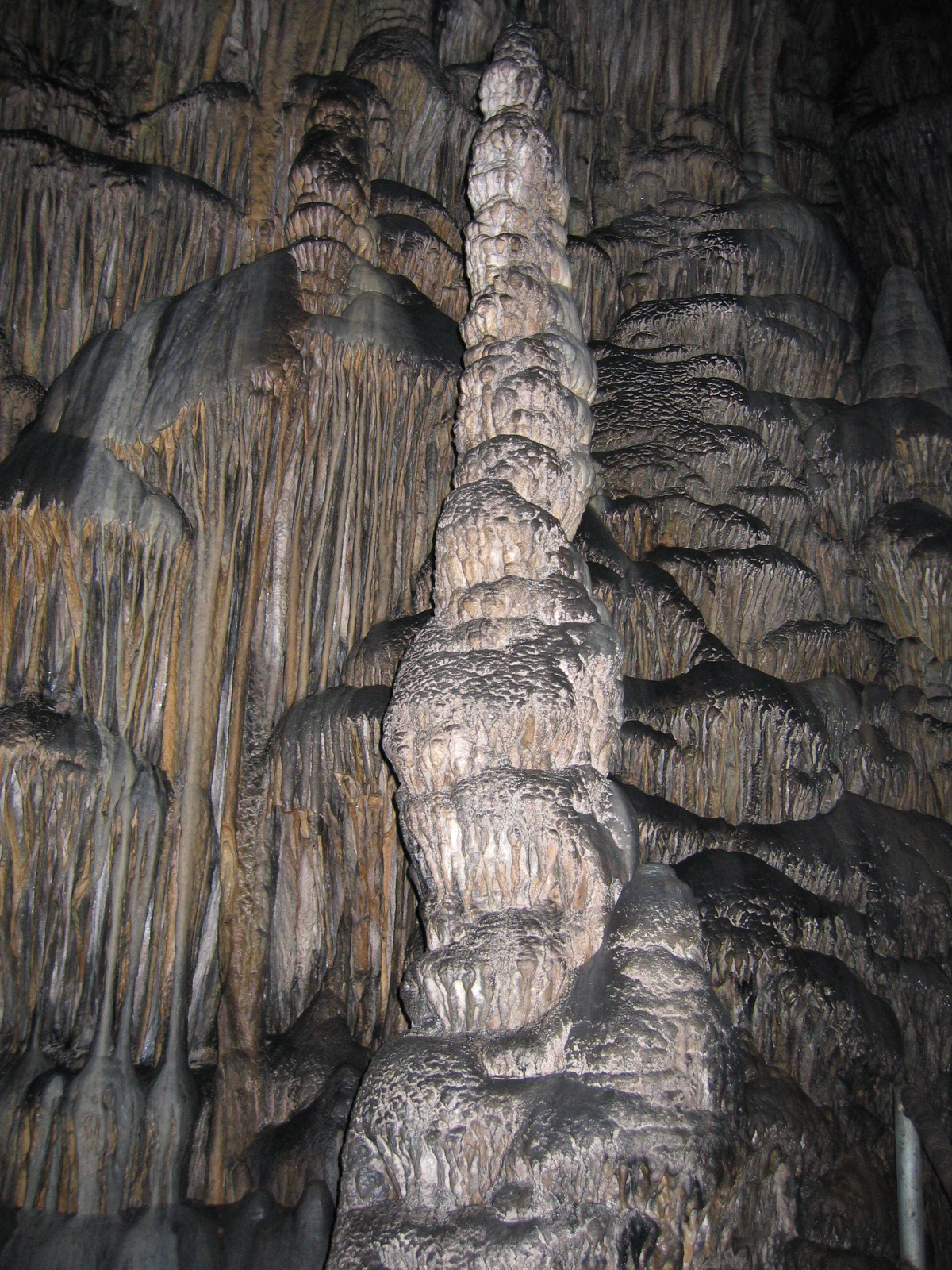
Tropfsteine in der Psychro-Höhle

Von den 21 Dörfern am Rand der Ebene wird vor allem Psychro von vielen Touristen besucht, da sich in der Nähe der Einstieg zur Höhle von Psychro befindet. Zahlreiche Reisebusse bringen Touristen aus den Hotels der Nordküste.
- Kloster Kera Kardiotissa
- Zeus-Höhle

## Wandergebiet

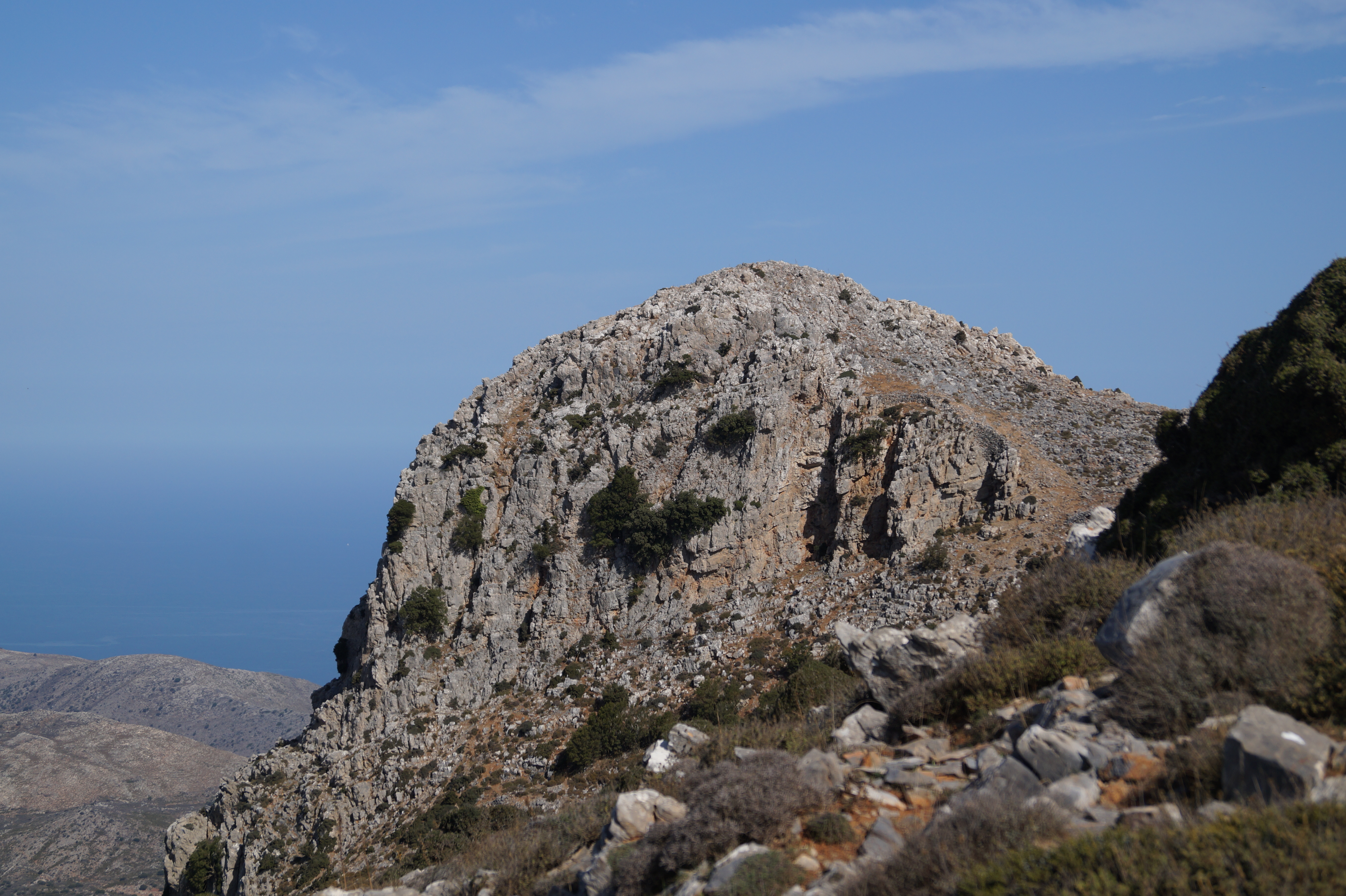
Wanderziel Karfi

Die umliegenden Gipfel des Dikti-Gebirges, der höchste davon ist mit 2148 m der namensgebende Dikti, können auf teils recht anspruchsvollen Pfaden bestiegen werden. Relativ einfach kommt man auf den 1141 m hohen Karfi hinauf, auf dem sich die Reste einer antiken Bergfestung befinden. Nicht allzu schwierig, zumindest auf den ersten 1,5 km, ist auch die Begehung der Havga-Schlucht.